# Seter angielski

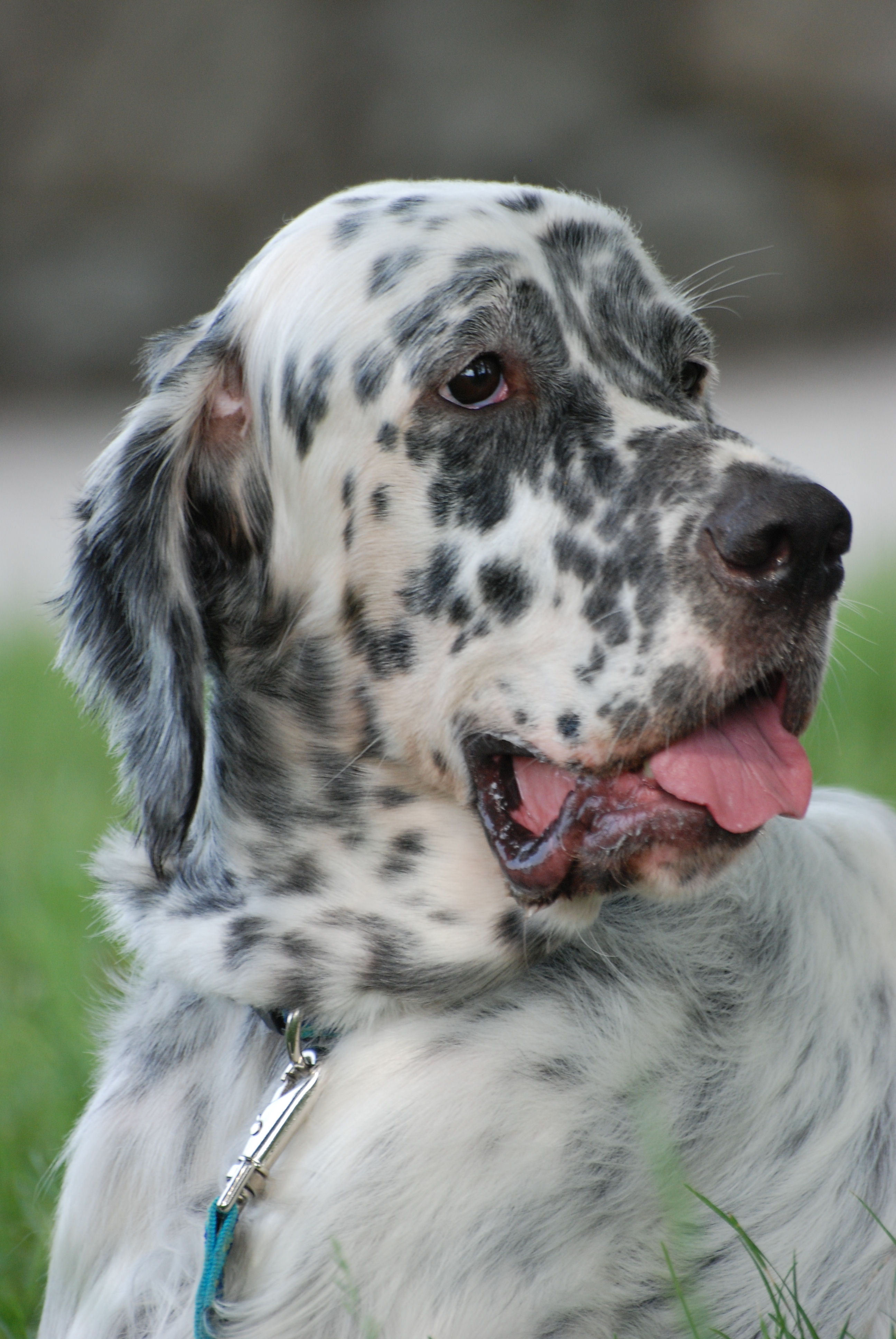
Głowa setera angielskiego

Seter angielski – jedna z ras psów należąca do grupy wyżłów w sekcji wyżły brytyjskie w typie seterów. Typ wyżłowaty. Podlega próbom pracy.

## Krótki rys historyczny
Przodkami seterów były spaniele. Początkowo psy tej rasy używane były do aportowania oraz wystawiania zwierzyny (głównie ptactwa), chwytanej następnie w sieć. Do ustabilizowania rasy przyczynił się angielski lord Edward Laverack w połowie XIX wieku. W przedwojennej Polsce setery angielskie często nazywane były laverackami, a sama rasa była wśród ziemiaństwa bardzo popularna. Z hodowli Laveracka pochodziły psy zakupione przez innego hodowcę Edwarda Llewelina, który również przyczynił się do stabilizacji i popularyzacji rasy.

## Użytkowość
Pies myśliwski, pies-towarzysz.

## Charakter i temperament
Niezwykle przywiązuje się do właściciela. Bardzo przyjaźnie nastawiony do otoczenia co powoduje, iż nie sprawdza się w roli psa stróżującego. Łagodny wobec dzieci.

## Budowa
- głowa: długa, wąska, z wyraźnie zaznaczonym stopem; kufa o kwadratowym obrysie
- oczy: ciemne, ciemnopiwne,
- uszy: osadzone nisko, blisko głowy, w tylnej jej części,
- tułów: dobrze umięśniony, z lekko łukowatymi lędźwiami i dobrze wysklepioną klatką piersiową,
- ogon: zwężający się ku końcowi, osadzony nisko i noszony na wysokości bądź poniżej grzbietu.

## Szata i umaszczenie
Pofalowana, jedwabista, zawsze częściowo biała. Dopuszczalne rodzaje umaszczeń: blue belton (biało czarne), orange belton (biało pomarańczowe), tricolor (biało czarne z brązowymi paleniami na kufie i do połowy wysokości łap, czasem także na przedpiersiu), liver belton (biało wątrobiane) rzadko spotykane. Preferowane są setery angielskie cętkowane bez łat na tułowiu.

## Utrzymanie, pielęgnacja i wymagania
Do spożytkowania wrodzonej energii wskazany jest dla psów tej rasy intensywny ruch na dużych przestrzeniach. Szata wymaga wyczesywania przynajmniej raz w tygodniu. Szczególną uwagę należy poświęcić uszom. Setery ze względu na opadające uszy narażone są na ich infekcje, należy sprawdzać i czyścić je raz w tygodniu.

## Obecność w kulturze

### Filatelistyka
Poczta Polska wyemitowała 3 lutego 1969 r. znaczek pocztowy przedstawiający setera angielskiego o nominale 2,5 zł, w serii Rasy psów. Druk w technice offsetowej na papierze kredowym. Autorem projektu znaczka był Janusz Grabiański. Znaczek pozostawał w obiegu do 31 grudnia 1994 r..